# Bukit Rambai
Bukit Rambai – miasto w Malezji w stanie Malakka. W 2000 roku liczyło 15 212 mieszkańców.